# Morito Suganuma
Morito Suganuma (jap. 菅沼守人 Suganuma Morito; ur. 27 lipca 1942 w Aizu w Fukushimie) – japoński nauczyciel i mistrz aikido, 8 dan aikikai.
Urodził się w Aizu w prefekturze Fukushima w Japonii. Po raz pierwszy zetknął się z aikido w 1963 roku na Uniwersytecie Azji w Tokio, gdzie uczęszczał na zajęcia prowadzone przez Nobuyoshiego Tamurę. W kolejnym roku Tamura wprowadził go do Aikikai Hombu Dojo, gdzie rozpoczął systematyczne szkolenie pod kierunkiem Moriheia Ueshiby, Kisshōmaru Ueshiby i innych prominentnych instruktorów. Oficjalnie został uchideshi w 1967 roku po ukończeniu studiów.
19 kwietnia 1970 roku, krótko po śmierci Moriheia Ueshiby, Suganuma został oddelegowany do Fukuoki przez Kisshomaru Ueshibę jako przedstawiciel Aikikai dla regionu Kiusiu. Jest założycielem i dōjōchō (główny instruktor) Dojo Aikido Shoheijuku, które obecnie obejmuje około 120 dojo i 3000 uczniów. Choć działa głównie w Fukuoce, jest regularnie zapraszany na seminaria aikido na całym świecie.
Otrzymał 8. dan Aikikai w 2001 roku.
Jest także znanym mistrzem japońskiej kaligrafii, regularnie praktykuje medytację zen i jogę.